# Tom Ondrušek
Tom Ondrušek (* 20. června 1992) je bývalý český florbalový útočník a kapitán reprezentace, vicemistr světa z roku 2022, trojnásobný mistr Superligy florbalu a druhý nejproduktivnější hráč v historii soutěže.

## Klubová kariéra
S florbalem začal v roce 1999 v klubu SPA Sokol Brno 1. O několik let později přestoupil do Bulldogs Brno. V roce 2008 jako nejproduktivnější hráč soutěže dovedl tým starších žáků k titulu. V lednu 2009 v 16 letech začal hrát v nejvyšší florbalové soutěži. V dalším ročníku 2009/2010 v pohárové soutěži ve vítězném semifinále vstřelil tři branky, byl zvolen hráčem zápasu a tím přispěl k zisku první stříbrné medaile Bulldogs. Po sezóně byl vyhlášen nejlepším juniorem.
Následně přestoupil do Tatranu Střešovice. V Tatranu strávil tři roky a získal s ním v sezónách 2010/2011 a 2011/2012 dva mistrovské tituly. V obou ročnících byl zároveň nejproduktivnějším hráčem týmu. V prvním z nich byl podruhé zvolen nejlepším juniorem sezóny. Mimo jiné v něm vstřelil vítězný gól ve finále Poháru proti svým bývalým Bulldogs. Díky ligovým titulům se s Tatranem zúčastnili Poháru mistrů, kde v roce 2011 získali jako druhý český tým stříbrnou medaili a Ondrušek vstřelil ve finálovém zápase gól.
Od ročníku 2013/2014 přestoupil do týmu TJ JM Chodov. V dalším roce již byl nejproduktivnějším hráčem týmu. V sezóně 2015/2016 s Chodovem získal první mužský mistrovský titul klubu, kdy ve finále vstřelil rozhodující gól. Tím se stal jedním z prvních hráčů, kteří získali superligový titul za dva týmy.
Po vítězné sezóně přestoupil do švédského týmu Warberg IC, se kterým hrál ve švédské Superlize. Tým ale hned v roce 2017 sestoupil. Ondrušek se vrátil do Chodova. V něm působil až do sezóny 2023/2024, ve které se po 11 letech probojovali do finále Poháru, poté, co Ondrušek vstřelil vítězný gól v prodloužení semifinále. Po sezóně ukončil kariéru.
S více než 800 kanadskými body a téměř 400 brankami je na druhé příčce v historickém žebříčku Superligy florbalu za Jiřím Curneym. Je také nejproduktivnějším hráčem historie týmu Florbal Chodov.

## Reprezentační kariéra
Česko reprezentoval na Mistrovství světa do 19 let v letech 2009 a 2011. V juniorské reprezentaci působil jako kapitán. S 30 brankami a 36 asistencemi je českým juniorským rekordmanem ve všech statistikách produktivity.
V mužské reprezentaci debutoval v roce 2011. V dubnu 2014 na Euro Floorball Tour přispěl gólem k první výhře Česka nad Švédskem a dohromady dvěma góly prvnímu celkovému českému vítězství na tomto turnaji.
Na mistrovství v roce 2014 získal s reprezentací první bronzovou medaili. V roce 2021 se stal kapitánem českého týmu. Na Euro Floorball Tour v říjnu 2021 ho dovedl k další porážce Švédska i Finska po sedmi letech a na následujícím odloženém mistrovství 2020 ke svému druhému bronzu. Na EFT v roce 2022 znovu zvítězil s reprezentací nad Švédskem i celkově. Je jediným hráčem, který byl u všech třech prvních českých porážek Švédska v historii.
Naposledy byl na Mistrovství světa v roce 2022, kde Česko získalo po 18 letech druhou stříbrnou medaili. Sám Ondrušek ale v postupovém semifinálovém zápase pro zranění nehrál. S Matějem Jendrišákem se stali po Tomáši Kafkovi druhými držiteli třech českých medailí.
Se šesti starty na mistrovstvích světa patří k českým hráčům s nejvyšším počtem účastí. Reprezentační kariéru ukončil v roce 2023 po více než stovce odehraných zápasů i bodů.
| Umístění | Soutěž                                                 |
| -------- | ------------------------------------------------------ |
| 4.       | Mistrovství světa ve florbale do 19 let 2009           |
| 4.       | Mistrovství světa ve florbale do 19 let 2011 (kapitán) |
| 7.       | Mistrovství světa ve florbale 2012                     |
|          | Mistrovství světa ve florbale 2014                     |
| 4.       | Mistrovství světa ve florbale 2016                     |
| 4.       | Mistrovství světa ve florbale 2018                     |
|          | Mistrovství světa ve florbale 2020 (kapitán)           |
|          | Mistrovství světa ve florbale 2022                     |